# Xã Richwoods, Quận Lawrence, Arkansas
Xã Richwoods (tiếng Anh: Richwoods Township) là một xã thuộc quận Lawrence, tiểu bang Arkansas, Hoa Kỳ. Năm 2010, dân số của xã này là 118 người.